# Felice Nazzaro
Felice Nazzaro (né le 4 décembre 1881 à Monteu da Po, dans la province de Turin, au Piémont et mort le 21 mars 1940 à Turin), dit Le Roi de la vitesse, ou encore The Man who could drive two milles a minute, était un pilote automobile italien s'étant illustré avant le premier conflit mondial, mais aussi en 1922 à l'entame de la quarantaine. 

## Biographie
Entré comme simple apprenti chez Fiat, il travaille notamment dès l'âge de 14 ans sur l'un des moteurs des frères Ceirano et devient le mécanicien embarqué de Vincenzo Florio avec qui il participe à plusieurs courses. Il devient pilote à part entière et prend le volant lors de la Coupe automobile Gordon Bennett 1905. Il engrange les bons résultats au point d'être considéré comme le meilleur pilote mondial de l'année 1907 au vu de ses résultats. En 1911, avec son frère adoptif Pilade Masoero, l'ingénieur Arnaldo Zoller et quelques collègues de ce dernier, il fonde la compagnie Nazzaro & C.Fabbrica di Automobili à Turin. Grâce à sa notoriété, il assure dès la sortie de la Tipo 2 en 1912, son premier modèle commercialisé, suffisamment de ventes à l'entreprise. En 1915, sort la Tipo 3, qui obtient quelques succès en course (pilotée par lui-même, Porporato et de Moraes, au GP de l'ACF 1914). En 1914, Nazzaro participe à l'effort de guerre national en fabriquant des camions propulsés par un moteur Anzani de 10 cylindres (les commandes gouvernementales s'avérant malgré tout insuffisantes, il doit fermer son usine de production en 1916, ayant entretemps également produit 230 voitures environ).
Felice Nazzaro décède en 1940, des suites d'une longue maladie. Après des funérailles solennelles organisées par la société FIAT, auxquelles ont assisté une foule immense et de nombreuses personnalités du monde automobile, le corps sera enterré dans le tombeau familial, à côté de sa femme, dans le cimetière de Montiglio Monferrato.

## Palmarès
Il remporte précocement les courses Torino-Asti en 1900 puis Piombino-Grosseto et le premier Tour d'Italie automobile organisé en 1901, sur Fiat 8 HP 3,8 l, la 2e Coppa della Consuma en 1903 (Florence, 14,9 km de course de côte) sur Panhard 70 HP, la 3e course de côte Susa-Moncenisio en 1905 (23 km, sur Fiat 120 HP), le Circuit du Taunus (ou Kaiserpreis) sur Fiat, en 1907 (Allemagne), la Targa Florio en 1907 (sur Fiat 28/40 HP) et en 1913 (sur sa propre marque), les Grand Prix de l'ACF 1907 (sur Fiat 130HP Corsa) et 1922 (sur Fiat 804), ainsi que la Coppa Florio en 1908 (sur Fiat, avec Augusto Bertelli pour mécanicien embarqué) et en 1914 (premier double vainqueur, alors sur véhicule personnel).
Au rang des podiums, il obtient encore des places de dauphin à Padoue-Vicence-Padoue en 1900 (Fiat 6 hp), à la Coupe Gordon Bennett 1905, puis en 1922 aux Grand Prix d'Europe et d'Italie (avec alors aussi une troisième place au circuit de Mugello), ainsi qu'une arrivée en troisième position lors du Grand Prix des États-Unis en 1908 à Savannah. Il raccroche ses gants de course en 1923, mais reste directeur du département course de Fiat, où il s'adonne à l'aviation et il obtient en 1924 le record de vitesse national à 145,9 km/h de moyenne, grâce à un moteur de la marque de 21,7 l.
Il totalise 16 podiums (au moins) dont 11 victoires :
- 1900 : Turin-Asti sur Fiat
- 1901 : Piombino–Grosseto sur Fiat
- 1903 : Coppa della Consuma sur Panhard & Levassor
- 1905 : Susa-Moncenisio sur Fiat
- 1907 : Kaiserpreis sur Fiat
- 1907 : Targa Florio sur Fiat
- 1907 : Grand Prix de l'Automobile Club de France sur Fiat
- 1908 : Coppa Florio sur Fiat
- 1913 : Targa Florio sur Nazzaro
- 1914 : Coppa Florio sur Nazzaro
- 1922 : Grand Prix de l'Automobile Club de France sur Fiat

## Anecdotes
Son neveu Biaggio Nazzaro, également de l'équipe Fiat, se tue à huit tours de l'arrivée du GP de l'ACF 1922, lorsque sa voiture se renverse sur lui, le mécanicien étant grièvement blessé.
Il fut l'une des premières idoles d'Enzo Ferrari, car l'un des tout premiers pilotes à l'aura internationale.

## Remarque
- Au circuit de Brooklands, il aurait réussi à parcourir le 6 juin 1908 le tour de piste à 120 mph.

## Galerie de photographies

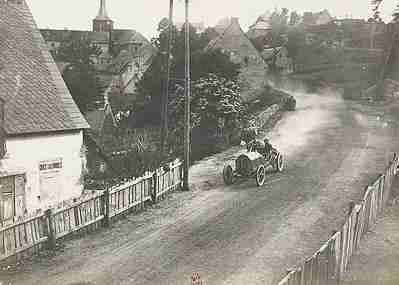
Felice Nazzaro, deuxième de la Coupe Gordon Bennett 1905.
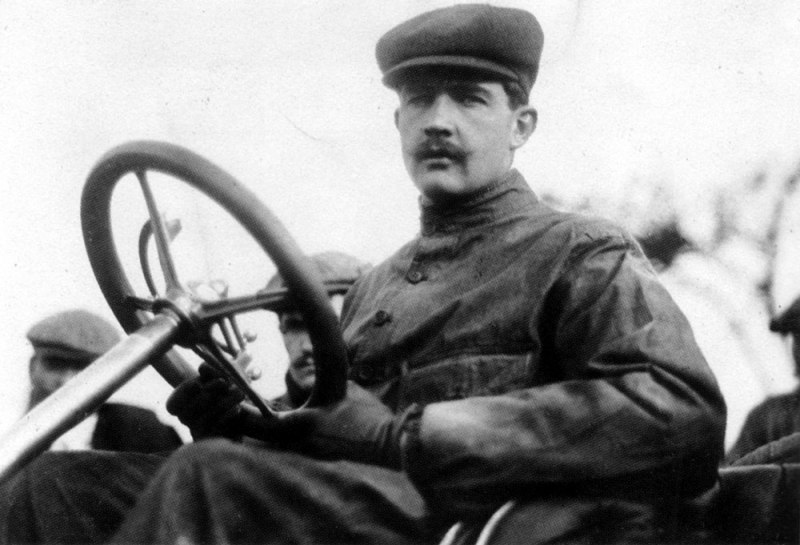
Felice Nazarro en 1906.
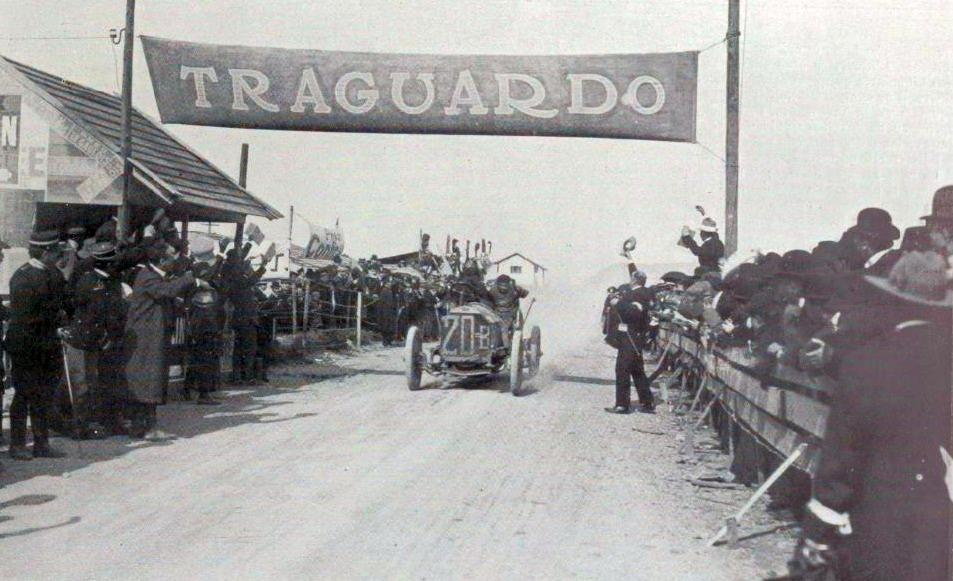
Felice Nazzaro remportant la Targa Florio 1907.
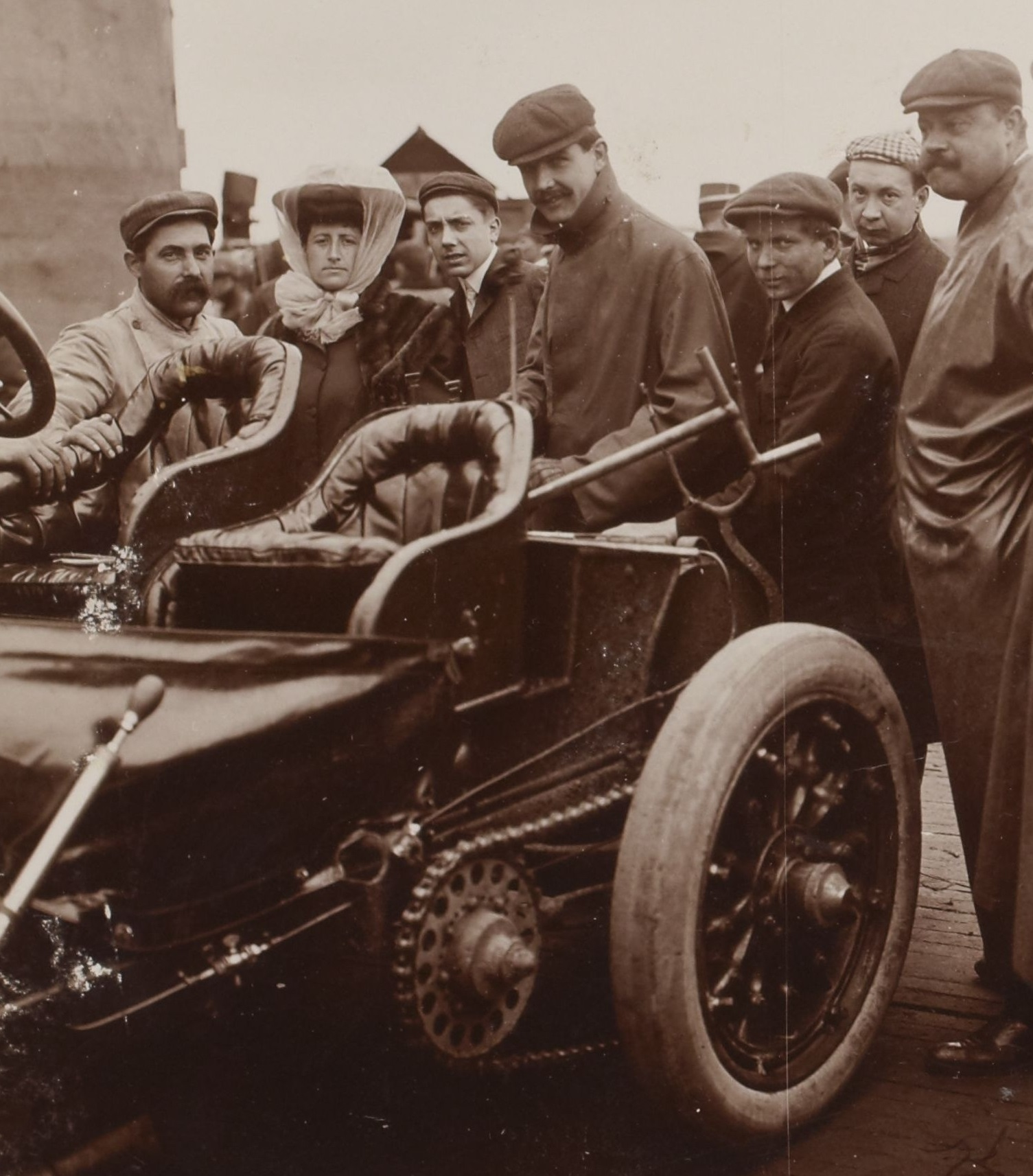
Felice Nazarro après sa victoire au GP de l'ACF, en 1907 sur Fiat 130 HP Corsa.
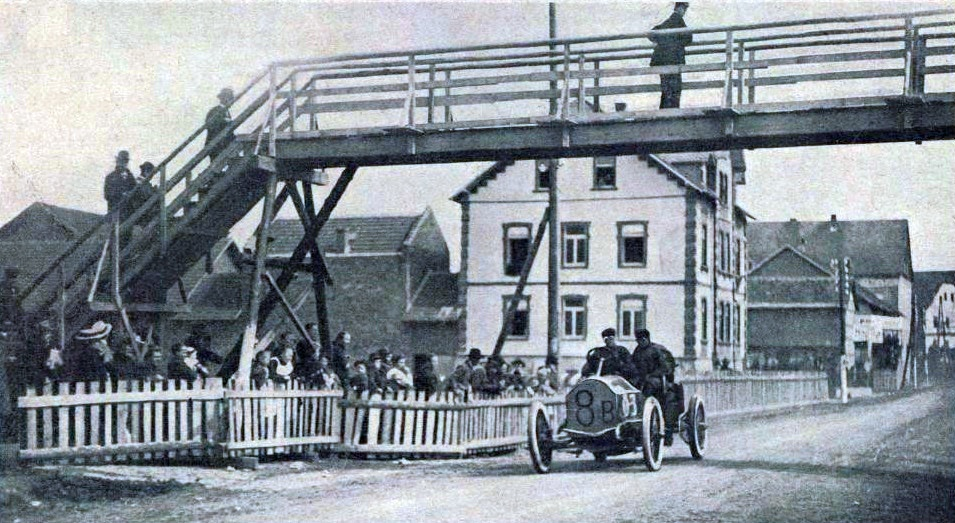
Felice Nazzaro, vainqueur de la Coupe de l'Empereur en 1907 (le Kaiserpreis).
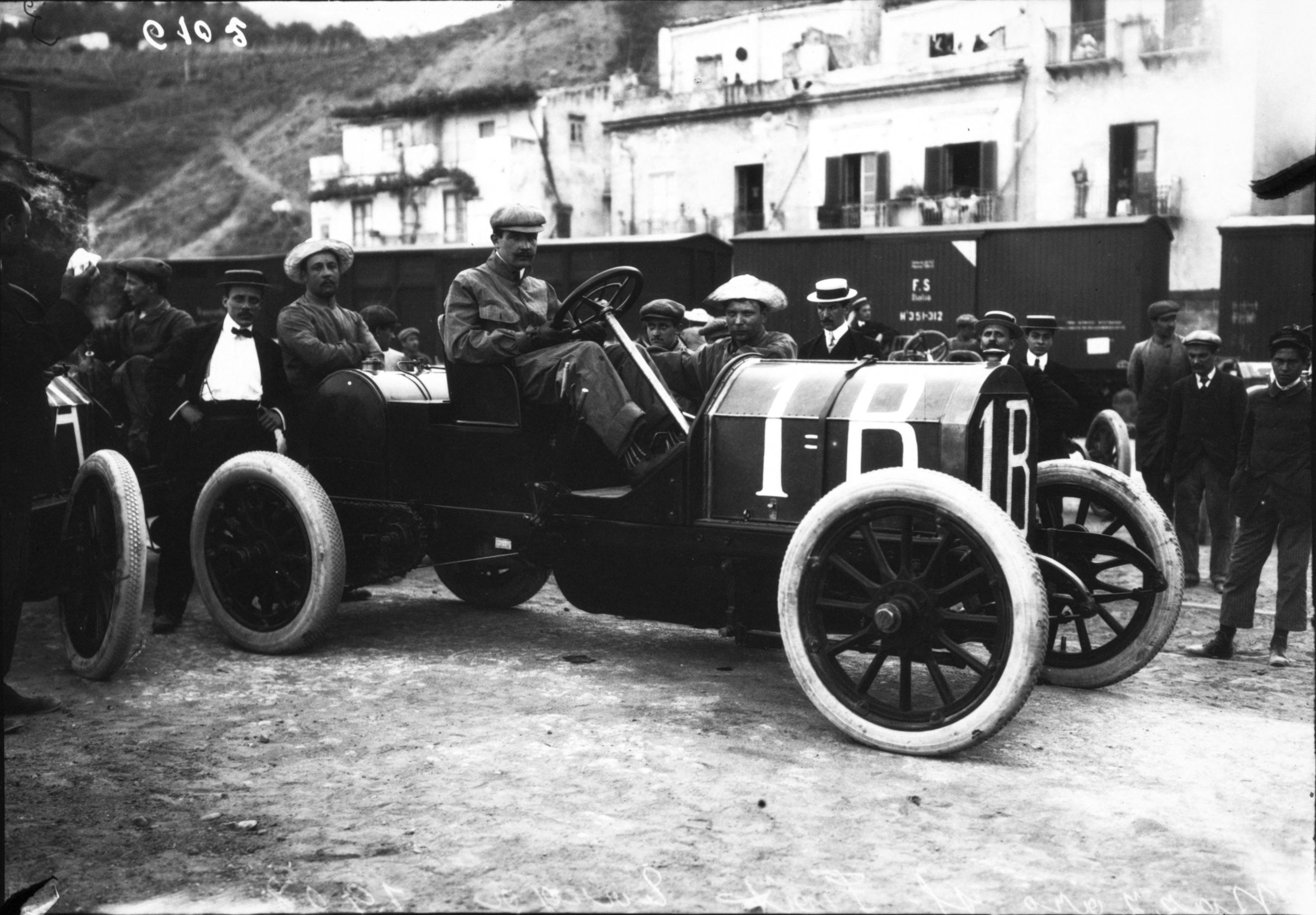
Felice Nazzaro sur Fiat encore…
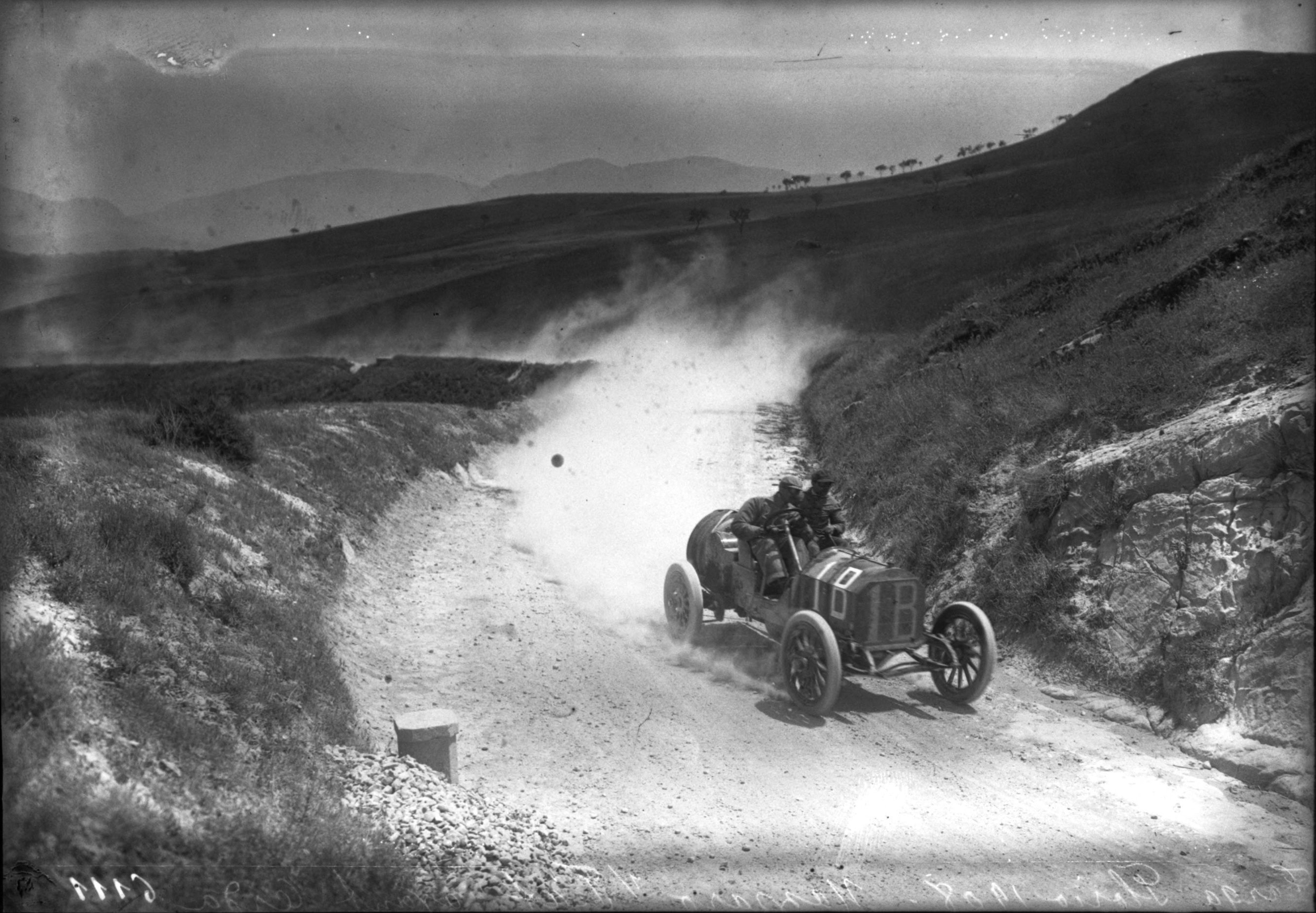
… lors de la Targa Florio 1908...
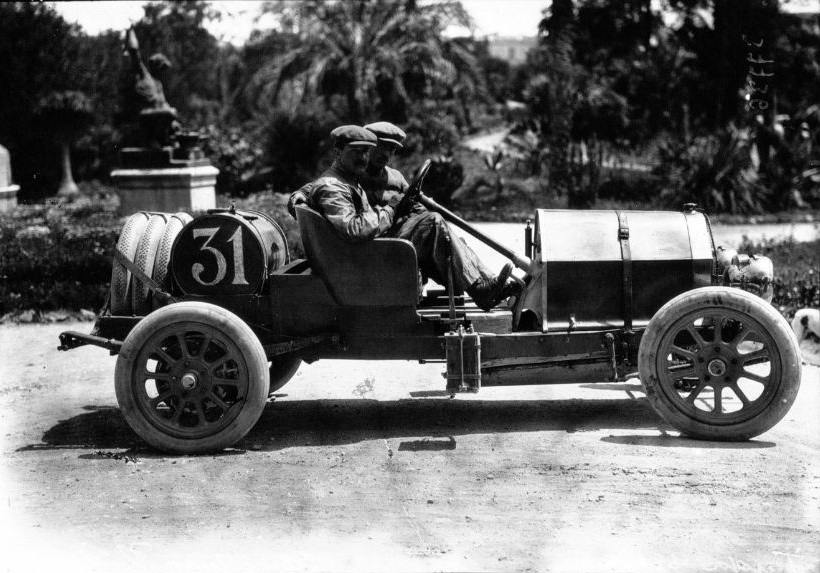
...et vainqueur de l'épreuve pour la seconde fois en 1913, avec cette fois sa propre voiture.